# Ботиран
Ботира́н (фр. Beautiran) — коммуна во Франции, находится в регионе Новая Аквитания. Департамент — Жиронда. Входит в состав кантона Бред. Округ коммуны — Бордо.
Код INSEE коммуны — 33037.
Коммуна расположена приблизительно в 510 км к юго-западу от Парижа, в 18 км юго-восточнее Бордо.

## Население
Население коммуны на 2008 год составляло 2168 человек.
| 1962 | 1968 | 1975 | 1982 | 1990 | 1999 | 2008 |
| ---- | ---- | ---- | ---- | ---- | ---- | ---- |
| 1014 | 1214 | 1353 | 1416 | 1803 | 2038 | 2168 |

## Экономика

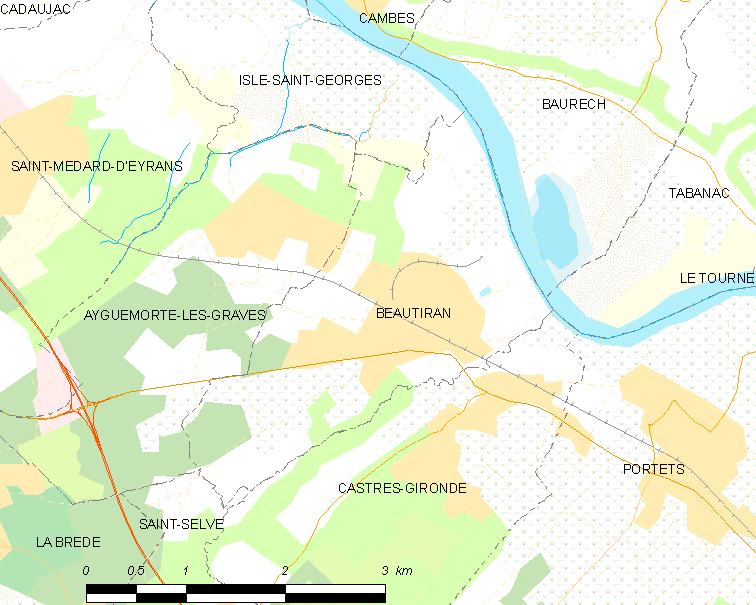
Карта коммуны

Основу экономики составляет виноградарство.
В 2007 году среди 1420 человек в трудоспособном возрасте (15-64 лет) 1073 были экономически активными, 347 — неактивными (показатель активности — 75,6 %, в 1999 году было 75,7 %). Из 1073 активных работали 992 человека (514 мужчин и 478 женщин), безработных было 81 (32 мужчины и 49 женщин). Среди 347 неактивных 141 человек были учениками или студентами, 114 — пенсионерами, 92 были неактивными по другим причинам.

## Достопримечательности
- Замок Кулуме (XVIII век). Исторический памятник с 2002 года[3]